# Сидоров, Валентин Михайлович
Валенти́н Миха́йлович Си́доров (5 мая 1928, д. Сорокопенье, Тверская губерния — 9 января 2021, Москва) — советский, российский художник-живописец, мастер пейзажа, педагог. Член Президиума РАХ (1988—2009). Академик АХ СССР (1988; член-корреспондент 1975). Народный художник СССР (1988). Народный художник Украины (2004). Лауреат Государственной премии СССР (1984), Государственной премии РСФСР имени И. Е. Репина (1974) и Государственной премий Российской Федерации (1997).

## Биография
Родился 5 мая 1928 года в деревне Сорокопенье (ныне Конаковский район, Тверская область) в семье Михаила Яковлевича и Натальи Григорьевны Сидоровых. Предки художника по отцовской линии жили в деревне Сорокопении. Мать — из деревни Коровино, находившейся на другом берегу Волги. Прадед и прабабушка были крепостными крестьянами вице-президента Академии художеств князя Г. Г. Гагарина. Прабабушка была кормилицей детей князя.
В 1936 году семья переехала в Москву. Учился в московской школе, а летом приезжал в деревню.
Рисовать начал уже в раннем детстве. В 1940—1942 годах учился в кружке изобразительных искусств в Московском доме пионеров, руководил которым А. М. Михайлов. В 1943—1948 годах учился в Московской средней художественной школе, где его преподавателем был М. В. Добросердов. В 1948 году поступил в Институт живописи, скульптуры и архитектуры им. И. Е. Репина, где учился у П. П. Белоусова, Р. Р. Френца и И. П. Степашкина. В 1952 году перевёлся в Московский художественный институт имени В. И. Сурикова, который окончил в 1954 году. Учился у Ф. П. Решетникова, В. Г. Цыплакова и П. И. Котова.
С 1994 года преподавал в Московском художественном институте им. В. И. Сурикова, руководитель мастерской станковой живописи (с 1998). Профессор (1996).
Руководитель Академической дачи (Вышний Волочёк, 1960—1966).
Президент Международной конфедерации союзов художников (МКСХ) (с 1994).
Член Союза художников СССР (1958), секретарь правления СХ РСФСР (1972—1985), I-й секретарь правления СХ РСФСР (1985—1987), председатель правления Союза художников РФ в 1987—2009 годах. С 2009 года был почётным председателем данной организации.
Действительный член Академии художеств Киргизии (1998). Почётный член Академии художеств Узбекистана (2004).
Член Совета по культуре и искусству при Президенте РФ.
Член Союза писателей России (2001).
Скончался 9 января 2021 года в Москве от коронавируса. Похоронен на Троекуровском кладбище.
В марте 2023 года в Твери в усадьбе Корвин-Литвицких был открыт Музей живописи В.М Сидорова "На теплой земле".

## Награды и звания
- Заслуженный художник РСФСР (1975) — за заслуги в области советского изобразительного искусства[4]
- Народный художник РСФСР (1979) — за заслуги в области советского изобразительного искусства[5]
- Народный художник СССР (1988) — за большие заслуги в развитии советского изобразительного искусства[6]
- Народный художник Украины (2004) — за весомый личный вклад в развитие культурных связей между Украиной и Российской Федерацией, многолетнюю плодотворную творческую деятельность[7]
- Государственная премия СССР (1984) — за цикл пейзажей «Дороги детства»: картины «Берёзовый ветер» (1973—1979), «Возле старых сараев» (1975), «Прятки» (1975), «Моя школа» (1977), «Утро на Подоле» (1977), «Дорогами детства» (1977), «Откуда берётся речка Дубровка» (1980—1981)
- Государственная премия РСФСР имени И. Е. Репина (1974) — за цикл пейзажей «Моя Родина»
- Государственная премия Российской Федерации в области изобразительного искусства 1996 года (1997) — за цикл живописных произведений «Тихая моя Родина»[8]
- Орден «За заслуги перед Отечеством» III степени (2008) — за большой вклад в развитие отечественного изобразительного искусства и активную общественно-просветительскую деятельность[9]
- Орден «За заслуги перед Отечеством» IV степени (2003) — за большой вклад в развитие отечественного изобразительного искусства[10]
- Орден Почёта (1996) — за заслуги перед государством, многолетнюю плодотворную деятельность в области культуры и искусства[11]
- Орден Франциска Скорины (2008, Белоруссия) — за значительный личный вклад в развитие культурных связей между Республикой Беларусь и Российской Федерацией[12]
- Благодарность Президента Российской Федерации (1998) — за большой личный вклад в развитие отечественного изобразительного искусства[13]
- Международная премия имени М. А. Шолохова (2000)
- Национальная премия «Имперская культура» имени Эдуарда Володина (2007)[14][15]
- Премия Союзного государства за произведения литературы и искусства, вносящие большой вклад в укрепление отношений братства, дружбы и всестороннего сотрудничества между государствами — участниками Союзного государства (10 марта 2004 года)[16]
- Государственная премия Республики Мордовия (2005)
- Золотая медаль РАХ (1996)
- Серебряная медаль АХ СССР (1972).
- Золотая Пушкинская медаль «За вклад в культуру и искусство» (1999)
- Медаль «Шувалов» Российской академии художеств.

## Основные работы
Художник ярко выраженного национального характера, творчество которого тесно связано с Россией. Сюжеты его картин (пейзажей, натюрмортов) достаточно просты. Многие произведения хранятся в Государственной Третьяковской галерее, Государственном Русском музее; постоянный участник выставок изобразительного искусства в России и за рубежом (Польша, Чехия, Румыния, Италия, Япония, Франция, Великобритания, Германия, Сербия, Иордания, Китай).
- «На тёплой земле»
- «Счастливые»
- «Гори, гори ясно»
- «Вечер. Околица Коровина» (1947)
- «Наш дом в сугробах» (1945)
- «Будущий тракторист»
- «Первый снег»
- «Утро в избе»
- «Бабушкины сказки»
- «Майский дождик»
- «Гроза прошла» (1957—1959)
- «Майским утром. На плотине» (1958—1960)
- «Март. Лёд повезли» (1958)
- «С гор вода» (1958)
- «Звонкая осень» (1961)
- «Под августовские росы» (1962)
- «Под яблоней» (1962)
- «Весенний сад» (1964)
- «Первый венец» (1964)
- «Август» (1964)
- «Ясный день. 22 июня»
- «Апрель»
- «Апрель. Скакалки»
- «Апрель. В школу»
- «Снег идёт» (1964)
- «Ноябрь»
- «Белым снегом» (1964)
- «Версты» (1964)
- «Зимка» (1964)
- «Тает» (1964)
- «Ольха» (1964)
- «Ранний снег» (1965)
- «Начало весны» (1965)
- «Качели» (1967)
- «Праздник» (1967)
- «Гаснет день» (1968—1969)
- «Утихли грозы» (1968)
- «Сеятели» (1968)
- «Зима» (1969)
- «Последний снег» (1969)
- «Вечер. Тихо. Тает снег» (1969)
- «Пора безоблачного неба» (1969)
- «Утро» (1969)
- «Миром» (1970)
- «Первая зелень. Розовый конь» (1970)
- «Осенние листья» (1970)
- «Тропинка» (1970)
- «Потянулись птицы к югу» (1971)
- «Ранний час» (1971)
- «Притулиха» (1971—1972)
- триптих «Моя Родина» («Подол», «Дальние Зеленцы», «Голубой Памир», 1972)
- «Край земли» (1972)
- «На север, на север» (1972)
- «Там, где не заходит солнце» (1972)
- «Хранители тишины» (1972)
- «Берёзы у дороги» (1973)
- «Весенние облака» (1973)
- «Октябрь» (1973)
- «Сенокосное утро» (1974)
- «Егорьев день» (1975)
- «Бурный день. Звенит овёс» (1975)
- «На рассвете» (1975)
- «Полдень» (1975)
- «Июльский вечер» (1975)
- «Сенокос» (1975)
- «Сенокосная страда» (1976)
- «Над полями синий вечер» (1976)
- «Гроза идёт» (1980)
- «Вечер. Сено убрали» (1988—1992)
- «Скрипят тяжёлые телеги» (1995) и др.

## Публикации
- Книга «Край вдохновения» (1984)
- Повесть «Гори, гори ясно» (2001)
- Цикл рассказов о художниках в журнале «Мир музея»
- Сидоров В. М. Шестикрылый Серафим // Ленинградская школа живописи. Очерки истории. СПб, Галерея АРКА, 2019. С.16—19.
- Книга «Край вдохновения» (2019)
- Книга «Моё Короивно» (2020)